# Alytes muletensis
El sapillo balear o ferreret (Alytes muletensis) es un pequeño anfibio anuro de la familia Alytidae endémico de las Baleares, concretamente de la isla de Mallorca. No está presente en otras islas vecinas; en Menorca sólo se han encontrado restos óseos, pues allí se extinguió tras la llegada de los romanos, que introdujeron depredadores que lo exterminaron. El sapillo balear pertenece al género Alytes, bien representado dentro de la fauna española.
Descrito antes por paleontólogos que por zoólogos, en el año 1977, se describió este anfibio mediante el estudio de unos restos óseos del Plioceno-Holoceno hallados en una cueva de Establiments y en otra denominada de Muleta en Sóller. Por el hallazgo efectuado en esta última primeramente se le nombró como Baleaphryne muletensis. Pero ya hace tiempo se tenía conocimiento de un pequeño anfibio en la Sierra de Tramontana, donde los payeses lo conocían como 'ferreret', puesto que su canto se asemejaba a los golpes de martillo de un herrero. Esto motivó su búsqueda dando como resultado unos ejemplares descritos para la ciencia que datan de 1980, momento hasta el cual se consideraban especie extinguida, y se localizaron en torrentes montañosos del norte mallorquín. Ha sido una especie que por diversos motivos siempre ha estado al borde de la extinción, la última amenaza, ya superada, era un hongo que parasita en su piel y le provocaba una enfermedad denominada quitridiomicosis.

## Apariencia
Llega a alcanzar una longitud máxima de unos cuatro centímetros. Su piel presenta variedad de coloraciones que van desde el marrón hasta el verde y salpicada de manchas oscuras irregulares en cuanto a número, tamaño y color. Destacan unos ojos grandes que evidencian sus costumbres nocturnas y unas largas extremidades que le facilitan trepar por las frecuentes piedras en su hábitat.

## Amenazas
La regresión de la especie se ha debido históricamente a la introducción antrópica de fauna ajena a los hábitat insulares. La construcción de embalses ha provocado la desaparición de algunas poblaciones.
La distribución actual es el resultado de la presión depredadora, la especie se encuentra de forma característica y mayoritariamente en un único hábitat: los cañones cársticos, de difícil acceso a los vertebrados terrestres de la Mallorca actual.
Debido a esto, se encuentra incluido en el Catálogo Español de Especies Amenazadas en la categoría de "En Peligro de Extinción".<ref>[http://www.boe.es/buscar/act.php?id=BOE-A-2011-3582 Real Decreto 139/2011, de 4 de febrero, para el desarrollo del Listado de Especies Silvestres en Régimen de Protección Especial y del Catálogo Español de Especies Amenazadas.

## Depredación
En los hábitat de A. muletensis se suelen encontrar, en sectores más accesibles, poblaciones de culebra viperina (Natrix maura) y rana común (Pelophylax perezi). La presión depredadora del ofidio, configura el límite de distribución. La rana común compite por el espacio y depreda sobre la especie.